# Johnson Township (comté de Scotland, Missouri)
Johnson Township est un ancien township, situé dans le comté de Scotland, dans le Missouri, aux États-Unis,.
Le township est fondé en 1842.

### Source de la traduction
- (en) Cet article est partiellement ou en totalité issu de l’article de Wikipédia en anglais intitulé « Johnson Township, Scotland County, Missouri » (voir la liste des auteurs).